# بيستون (تشيشير)
بيستون (بالإنجليزية: Beeston, Cheshire)‏ هي قرية و أبرشية مدنية تقع في المملكة المتحدة في تشيشير. يقدر عدد سكانها بـ 188 نسمة .